# Sinistra Unita (Spagna)
Sinistra Unita (in spagnolo Izquierda Unida - IU; IPA: [iθˈkjerða uˈniða]) è una coalizione politica spagnola di sinistra, d'ispirazione comunista, eurocomunista, socialista democratica, repubblicana e federalista.

## Storia

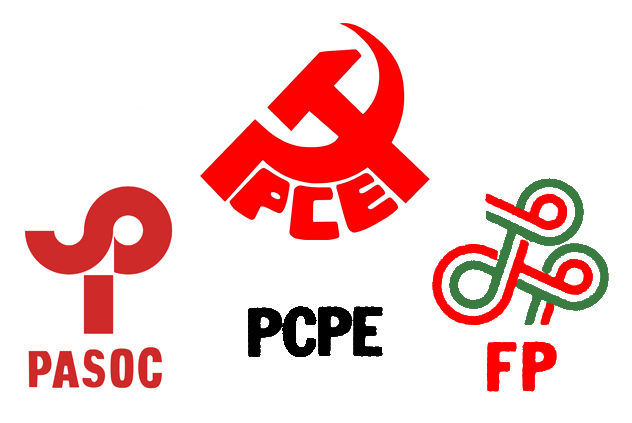
Simbolo elettorale della coalizione nel 1986

Quando nel 1986 fu indetto il referendum sulla permanenza della Spagna nella NATO, in cui vinse il Sì alla permanenza nell'Alleanza Atlantica, vi fu tuttavia una buona affermazione dei No (quasi 7 milioni di spagnoli). Per questo motivo vennero convocate le elezioni politiche anticipate dal governo di Felipe González (PSOE), sostenitore del Sì.
Alle elezioni del 1986 si presentò Izquierda Unida, che raggruppava tutte le formazioni di sinistra che in precedenza erano state contrarie all'ingresso della Spagna nella NATO. I partiti fondatori furono: Partito Comunista di Spagna (PCE), Partito Comunista dei Popoli di Spagna (PCPE), Partito di Azione Socialista (PASOC), Sinistra Repubblicana, Federación Progresista (FP), indipendenti del Partito Umanista.
Si costituì una Commissione Politica per dirigere la coalizione, presieduta da Gerardo Iglesias, segretario generale del PCE.
IU partecipò alle elezioni generali del giugno 1986 con esigui risultati, ottenendo 7 seggi col 4,6% dei voti. Nonostante il risultato modesto però, le varie forze politiche della coalizione decisero non solo di mantenerla in vita ma anche di impegnarsi per la costituzione di un unico partito.
Tra il 1986 e il 1988 alcuni dei partiti che inizialmente avevano costituito IU l'abbandonarono: il Partito Comunista dei Popoli di Spagna, il Partito Umanista e la Federación Progresista.
Nel febbraio del 1989 si celebrò la I Assemblea Generale di IU, che approvò la sua trasformazione da coalizione elettorale a "movimento politico e sociale", e viene scelto Gerardo Iglesias come coordinatore generale.
Tra l'89 e il '99, il coordinatore della Sinistra Unita fu Julio Anguita. Dopo vari problemi cardiovascolari, nel 2000, ha lasciato la candidatura di presidente a Francisco Frutos, cui succede nel 2000 Gaspar Llamazares, proveniente dal Partito Comunista ma su posizioni di innovazione ecopacifista.
Il successivo coordinatore generale è Cayo Lara.
Dopo aver sostenuto il primo governo di Zapatero (Partito Socialista) dal 2004 al 2008, nella legislatura iniziata nel 2008 i due deputati di Izquierda Unida si sono astenuti durante il voto di fiducia; in Spagna esso è un voto a maggioranza semplice, l'astensione dei piccoli partiti favorisce la maggioranza relativa ed è quindi "benevola".
Nell'autunno 2008 intanto esce dal partito la corrente più a sinistra, proclamatasi indipendente con il nome di Izquierda Anticapitalista.
Alle elezioni generali del 2011 IU ottiene il 6,92% dei voti ed elegge 11 deputati, secondo miglior risultato della sua storia.
Alle elezioni generali del dicembre 2015 si è presentata nel cartello elettorale "Unidad Popular" con altri soggetti politici locali della Sinistra Radicale, ha ottenuto il 3,67% ed eletto 2 deputati e nessun senatore. In Galizia ha dato origine alla coalizione (oggi partito politico) En Marea insieme alla sezione galiziana di Podemos e ad altri partiti e movimenti locali. Si è opposta con il PSOE, Podemos e Ciudadanos alla nascita di un nuovo governo del Partito Popolare, e Mariano Rajoy non ha ottenuto il sostegno parlamentare necessario all'ottenimento dell'investitura. Similmente si è rifiutata, con Podemos, di sostenere l'investitura del socialista Pedro Sanchez, che ottenne l'appoggio del PSOE e di Ciudadanos senza ottenere l'investitura, portando la Spagna a nuove elezioni generali.
Nel 2016 la IU ha organizzato, per la prima volta nella sua storia, le primarie per l'elezione del Coordinatore Federale, che hanno eletto a guida del partito Alberto Carlos Garzón Espinosa. Nello stesso anno ha formato, con Podemos, la coalizione "Unidos Podemos", che è risultata terza formazione politica più votata alle elezioni generali del giugno 2016, eleggendo, con il 21,15%, 41 deputati e 18 senatori. I parlamentari di "Unidos Podemos" si sono opposti all'investitura di Mariano Rajoy sostenuta dal Partito Popolare e da Ciudadanos, che non ha ottenuto la maggioranza parlamentare.
I membri di IU votano per la mozione di censura del giugno 2018 che porta al governo il socialista Pedro Sanchez. Nel febbraio 2019 Gaspar Llamazares, il leader storico degli anni di vicinanza al PSOE, annuncia l'uscita da IU e la formazione del nuovo partito Actua.
Con risultati decrescenti, IU ha mantenuto la coalizione di Unidos Podemos nelle elezioni di aprile e novembre 2019. Tre le due elezioni IU rompe in via temporanea la federazione con l'organizzazione catalana Esquerra Unida i Alternativa, a causa dell'impegno di quest'ultima con l'organizzazione catalanista Sobiranistes, alleata di Sinistra Repubblicana di Catalogna e viene fondata Esquerra Unida Catalunya (EUCat) come nuova federazione catalana di IU.
A entrambe le elezioni generali tenutesi nel 2019 IU è alleata con Podemos e altre forze di sinistra nella coalizione Unidas Podemos, eleggendo in entrambe 6 deputati (5 del PCE e una in quota EUCat). A seguito dell'accordo di coalizione tra il PSOE e Unidas Podemos nasce il primo governo di coalizione della storia spagnola, il Governo Sánchez II. Nel governo Unidas Podemos esprime 5 ministeri di cui uno, il Ministero del Consumo, è affidato a Alberto Garzón.
Alle elezioni generali anticipate del 2023 IU partecipa nella coalizione Sumar, eleggendo 5 deputati (4 del PCE, eletti tutti in Andalusia, e uno in quota EUiA). Sumar prende il posto di Unidas Podemos nel governo di coalizione e IU mantiene un ministero. A seguito del ritiro dalla politica di Alberto Garzón il Ministero del Consumo è soppresso e a IU è affidato il neocostituito Ministero dell'Infanzia e della Gioventù di cui diventa ministra Sira Rego, già eurodeputata per IU.
Nel maggio 2024 IU celebra la sua XIII Assemblea, Antonio Maíllo, già coordinatore di IULV-CA (federazione andalusa di IU, che conta un terzo dei militanti totali di IU), vince le primarie battendo la ministra Sira Rego e altri due candidati, succedendo a Enrique Santiago, segretario del PCE e coordinatore generale ad interim di IU.

## Membri

### Attuali
| Partito                                                                | Adesione | Note |
| ---------------------------------------------------------------------- | -------- | --- |
| Partito Comunista di Spagna (PCE)                                      | 1986     | |
| Sinistra Repubblicana (IR)                                             | 1986     | Uscito dalla coalizione nel 2002, vi rientrò nel 2011 |
| Candidatura Unitaria dei Lavoratori (CUT)                              | 1986     | Partito presente solo in Andalusia e inizialmente denominato Colectivo de Unidad de los Trabajadores—Bloque Andaluz de Izquierdas (CUT-BAI). Uscito dalla coalizione nel 2015, vi rientrò nel 2018 |
| Unione delle Gioventù Comuniste di Spagna (UJCE)                       | 1992     | Organizzazione giovanile del PCE |
| Partito Socialista Unificato di Catalogna - Viu (PSUC-Viu)             | 1997     | Nato dai membri del PSUC storico che non sono confluiti in ICV. |
| La Aurora Organización Marxista (L'AOM)                                | 1998     | Denominato fino al 2013 Partido Obrero Revolucionario (POR) |
| Ecosocialisti della Regione Murcia                                     | 2010     | Partito presente solo nella Murcia |
| Iniciativa por El Hierro                                               | 2010     | Partito presente nell'isola di El Hierro |
| Fronte Ampio di Madrid                                                 | 2013     | Nato dalla scissione di una corrente di Izquierda Unida - Madrid |
| Gioventù Socialista Unificata di Catalogna - Gioventà Comunista (JSUC) | 2015     | Organizzazione giovanile del PSUC Viu |

### In passato
| Partito                                       | Adesione           | Note |
| --------------------------------------------- | ------------------ | --- |
| Partito Umanista (PH)                         | aprile-luglio 1986 | Espulso dalla coalizione per i rapporti con la setta La Comunidad |
| Partito Carlista (PC)                         | 1986-1987          | Espulso dalla coalizione |
| Federación Progresista (FP)                   | 1986-1987          | Uscito dalla coalizione, il partito si sciolse l'anno dopo |
| Partito Comunista dei Popoli di Spagna (PCPE) | 1986-1989          | A seguito di congresso una fazione del partito si riunifica col PCE, mentre l'altra esce dalla coalizione                                                                     |
| Partito di Azione Socialista (PASOC)          | 1986-2001          | Due fazioni del partito si separano da esso e rimangono in Sinistra Unita: Izquierda Socialista de Andalucía (poi Iniciativa Socialista de Izquierdas) e Corriente Socialista |
| Izquierda Abierta                             | 2012-2018          | Esce dalla coalizione contestualmente alla fondazione di Actúa da parte di Gaspar Llamazares                                                                                  |
| Partido Feminista de España (PFE)             | 2015-2020          | Espulso dalla coalizione |

## Organizzazione

### Coordinatore federale
- Gerardo Iglesias (1986-1986)
- Julio Anguita (1986-1999)
- Francisco Frutos (1999-2001)
- Gaspar Llamazares (2001-2008)
- Cayo Lara (2008-2016)
- Alberto Garzón (2016-2023)
- Antonio Maíllo (2024- in carica)

## Risultati elettorali

### Elezioni per il Congresso dei Deputati
| Anno          | Voti      | %     | Seggi    | Seggi per partito                                | Note                                                                       |
| ------------- | --------- | ----- | -------- | ------------------------------------------------ | -------------------------------------------------------------------------- |
| 1986          | 935.504   | 4,63  | 7 / 350  | 4 PCE, 1 PCPE, 1 FP, 1 PSUC                      |                                                                            |
| 1989          | 1.858.588 | 9,07  | 17 / 350 | 13 PCE, 3 PSUC, 1 PASOC                          |                                                                            |
| 1993          | 2.253.722 | 9,55  | 18 / 350 | 13 PCE, 3 PSUC, 1 PASOC, 1 indipendente          |                                                                            |
| 1996          | 2.639.722 | 10,54 | 21 / 350 | 12 PCE, 2 PSUC, 4 PDNI, 1 PASOC, 2 indipendenti  |                                                                            |
| 2000          | 1.263.043 | 5,45  | 8 / 350  | 7 PCE, 1 indipendente                            |                                                                            |
| 2004          | 1.284.081 | 4,96  | 3 / 350  | 2 PCE, 1 indipendente                            | In coalizione con Iniziativa per la Catalogna - Verdi                      |
| 2008          | 969.946   | 3,77  | 1 / 350  | 1 PCE                                            | In coalizione con Iniziativa per la Catalogna - Verdi                      |
| 2011          | 1.680.810 | 6,92  | 8 / 350  | 4 PCE, 1 indipendente, 1 UJCE, 1 IAb, 1 PCC      | Nella coalizione La Izquierda Plural                                       |
| 2015          | 926.783   | 3,67  | 5 / 350  | 2 PCE, 2 Comunistes de Catalunya, 1 indipendente | Nelle coalizioni Unidad Popular, En Marea e En Comú Podem                  |
| 2016          |           |       | 8 / 350  | 6 PCE, 2 Comunistes de Catalunya                 | Nelle coalizioni Unidos Podemos, En Marea, En Comu Podem e A La Valenciana |
| Aprile 2019   |           |       | 6 / 350  | 5 PCE, 1 Comunistes de Catalunya                 | Nelle coalizioni Unidas Podemos e En Comu Podem                            |
| Novembre 2019 |           |       | 5 / 350  | 4 PCE, 1 Esquerra Unida Catalunya                | Nelle coalizioni Unidas Podemos e En Comu Podem                            |
| 2023          |           |       | 5 / 350  | 4 PCE, 1 Esquerra Unida Catalunya                | Nella coalizione Sumar                                                     |

### Elezioni europee
| Anno | Voti      | %     | Seggi  | Note                                 |
| ---- | --------- | ----- | ------ | ------------------------------------ |
| 1987 | 1.011.830 | 5,25  | 3 / 54 |                                      |
| 1989 | 961.742   | 6,06  | 4 / 54 |                                      |
| 1994 | 2.497.671 | 13,44 | 9 / 54 |                                      |
| 1999 | 1.221.566 | 5,77  | 4 / 54 |                                      |
| 2004 | 643.136   | 4,15  | 1 / 54 | Nella coalizione La Sinistra         |
| 2009 | 588.248   | 3,71  | 1 / 54 | Nella coalizione La Sinistra         |
| 2014 | 1.562.567 | 9,99  | 4 / 54 | Nella coalizione La Sinistra Plurale |
| 2019 | 2.258.857 | 10,07 | 2 / 54 | Nella coalizione Unidas Podemos      |
| 2024 | 818.015   | 4,63  | 0 / 54 | Nella coalizione Sumar               |